# Johannes Langenaken
Johannes Martinus Adrianus Langenaken (Amsterdam, 7 maart 1880 – aldaar, 18 februari 1932) was een Nederlands acteur.
Hij werkte eerst als schilder en na 1904 als toneelspeler. Een van zijn rollen was die van Geert in Op hoop van zegen, waarin hij samenspeelde met Esther de Boer-van Rijk. Met Pedro Beukman vormde hij het Hollandsche Gezelschap, dat onder andere Mooie Neel, het eerste toneelstuk van Herman Bouber, op de planken bracht. Van het gezelschap maakte ook zijn vrouw Anna Langenaken-Kemper (1875-1953) deel uit. Zijn laatste optredens in Amsterdam waren in Ben Hur in Theater Carré.
Langenaken speelde in enkele stomme films. Zijn dochter Annie Langenaken (1906-1994) was onder andere te zien in de film Ciske de Rat (1955).

## Filmografie
- 1924 - Cirque hollandais
- 1918 - Het proces Begeer, als Henri Klopper
- 1915 - Ontmaskerd, als Bob